# Aeroportul Rusk County
Aeroportul Rusk County (IATA: RFI, ICAO: KRFI, FAA LID: RFI) este un aeroport din Comitatul Rusk, Texas, Texas, Statele Unite ale Americii ce deservește zona Henderson⁠(d).
Situat la o altitudine de 135 m, aeroportul dispune de 2 piste.

## Infrastructură

### Piste
Aeroportul dispune de 2 piste. Pista 12/30 are suprafața de asfalt și dimensiunile 3.002 picioare × 75 picioare. Pista 17/35 are suprafața de asfalt și dimensiunile 4.006 picioare × 75 picioare. 